# 利氏袋鼯
利氏袋鼯（学名：Gymnobelideus leadbeateri）是利氏袋鼯屬（Gymnobelideus）的唯一物种，屬於哺乳綱有袋类双门齿目袋鼯科。
與利氏袋鼯同科的姐妹类群動物尚有袋鼯屬、紋袋貂屬等數種物种。